# Robert Frank Borkenstein
Robert Frank Borkenstein, ameriški policist in izumitelj, * 31. avgust 1912, Fort Wayne, Indiana, Združene države Amerike, † 10. avgust 2002, Bloomington.
Leta 1931 je sodeloval z Rollo Neilom Hargerjem z Medicinske fakultete Univerze Indiane pri razvoju alkotesta. Leta 1936 se je pridružil državni policiji Indiane, kjer je kasneje služil kot poveljnik policijskega forenzičnega laboratorija.
Borkenstein je veliko delal s poligrafu in je postal zelo iskan strokovnjak za uporabo napravi. Trideset let, do upokojitve v 1980. letih, je predaval forenziko na Univerzi Indiane.
Leta 1988 je bil sprejet v Mednarodni hram slavnih za varnost in zdravje. Poročen je bil z Marjorie K. Buchanan, ki je umrla leta 1999.